# Устиновка (Свердловская область)
Устиновка — деревня в Туринском городском округе Свердловской области России.

## Географическое положение
Деревня Устиновка расположена в 26 километрах к юго-западу от города Туринска (по дорогам — в 34 километрах), на правом берегу реки Устиновки (правого притока реки Чубаровки). В деревне находится остановочный пункт Устиновка Свердловской железной дороги.

## Население
| 2002 | 2010 | 2021 |
| ---- | ---- | ---- |
| 23   | ↘15  | ↘10  |